# Petyr Mandżukow
Petyr Georgiew Mandżukow (bułg. Петър Георгиев Манджуков, mac. Петар Манџуков, Petar Mandżukow; ur. 20 lipca 1878, zm. 1 stycznia 1966) – był macedońskim i bułgarskim rewolucjonistą, anarchistą, członkiem Wewnętrznej Macedońsko-Adrianopolskiej Organizacji Rewolucyjnej i Najwyższego Komitetu Macedońsko-Adrianopolskiego. 

## Biografia
Urodził się w 1878 roku we wsi Mirkowci, wówczas w Imperium Osmańskim, dziś znajdującej sięw Macedonii Północnej. Mandżukow był bratem pułkownika bułgarskiej armii Spasa Mandżukowa. Był również bratankiem metropolity Nathanaela z Ochrydy, który doprowadził go do Płowdiwu we wschodniej Rumelii, gdzie uczył się w liceum. Mandżukow stał się tam jednym z założycieli anarchistycznego Macedońskiego Tajnego Komitetu Rewolucyjnego i przez to został relegowany. Później ukończył szkołę pedagogiczną w Łomie a następnie studiował chemię na Uniwersytecie Genewskim, gdzie został członkiem anarchistycznej grupy genewskiej. Jesienią 1898 powrócił do Macedonii Osmańskiej i został członkiem IMARO. Mandżukow, skazany w marcu 1899 r. na dożywocie za spisek, odwołał się od wyroku, a w tym samym roku sąd zwolnił go z zarzutów o odmowę wniesienia oskarżenia. Następnie w 1899  wstąpił do czety Goce Dełczewa. W 1900 przebywał w Salonikach, gdzie nawiązał kontakt z Gemidzi, którzy byli pod wpływem jego anarchistycznych idei, zwłaszcza dotyczących metod walki. W 1900 roku wraz z Pawłem Szatewem, Slavim Merdjanovem i Petarem Sokolovem brał udział w zamachu terrorystycznym przy Banku Osmańskiego w Stambule. 
Po ich aresztowaniu i uwolnieniu Mandżukow wyemigrował do Bułgarii i został członkiem Najwyższego Komitetu Macedońsko-Adrianopolskiego. We wrześniu 1901 stanął na czele małego oddziału, próbował uwolnić swojego przyjaciela Slaviego Merdzhanova z więzienia w Adrianopolu, ale nie udało mu się. Od wiosny 1903 Mandżukow był przywódcą małej czety Najwyższego Komitetu w Rodopach. Wraz z nowym oddziałem próbował zniszczyć linię kolejową w pobliżu Ksanti, aby zapobiec przemieszczeniu wojsk osmańskich do Saloników. Czujność tureckiej straży kolejowej zapobiegła temu przedsięwzięciu. Mandżukow dowiedział się z gazet o bombardowaniach w Salonikach w 1903 i śmierci samych zamachowców, wśród których byli jego najbliżsi przyjaciele. Podczas powstania ilindeńskiego był dowódcą oddziału w rejonie Smolanu. Po powstaniu Mandżukow popełnił morderstwo na zlecenie Najwyższego Komitetu. Docelową ofiarą był Turek, który terroryzował bułgarską ludność w regionie. Zaledwie cztery dni później nastąpił nowy rozkaz, tym razem dotyczący zabójstwa Bułgara. Mandżukow ponownie rozważył swoją rolę w tej organizacji, obcą jego anarchistycznym poglądom. Od jesieni 1904 r. Pracował w Kazanłyku w służbie zalesieniowej. W latach 1907–1909 studiował leśnictwo w Nancy we Francji. 
Był w armii bułgarskiej podczas wojen bałkańskich oraz pierwszej wojny światowej. Mandżukow wraz z Mihailem Gerdjikovem był jednym z założycieli Federacji Anarchokomunistów w Bułgarii w 1919 roku. Po wojnach, aż do przejścia na emeryturę, pracował jako leśniczy w Kazanłyku, Karłowie, Peszterze, Razlogu. Zmarł w Płowdiwie w Bułgarii w 1966 roku. Mandżukow jest autorem kilku książek poświęconych rewolucyjnym walkom od 1895 do 1903 roku.